# サキュバスじゃないモン!
『サキュバスじゃないモン！』は、ほりともによる日本の漫画作品。キルタイムコミュニケーションの電子コミック誌『ヤングアンリアルJINGAI』Vol.1（2017年3月15日）より連載中。単話配信もされており、1話が配信されたのは2016年2月14日である。
モンスター娘だらけの学校を舞台に繰り広げられる日常系コメディである。なお、ほりともにとって本作は全年齢向けで初めて単行本化された作品である。

## あらすじ
病弱な体質により学校になじめなかった谷間村さくらは、逃げるようにして里美ヶ丘学園にやってきた。新しい環境で楽しい学園生活を送ることを夢見たさくらだったが、彼女が入学したクラスは亜人ばかりであり、人間はさくら一人だけ。クラスで浮くことを恐れた彼女は、自らの種族を「サキュバス」だと偽ってしまった。彼女をサキュバスだと信じて疑わないクラスメイト達の期待に応えるため、さくらはサキュバスとして学園生活を送ることになる。

## 登場人物
権堂など一部を除いて男性はゲストかモブ扱い。登場するのは基本的に女性である。

### 主な登場人物
谷間村 さくら（やまむら さくら）
本作の主人公である高校一年生。種族は人間だが、サキュバスと偽っている。
中学三年生のときに病気で留年しているため、年齢は学年の一つ上である。
病気療養中に読んだ歴史小説が元で歴史好きになり、密かに自分で歴史小説を認めている。
大空 はやて（おおぞら はやて）
さくらのクラスメイト。種族はハーピー。
大人らしさに憧れを抱いており、サキュバスであるさくらを大人でかっこいいと思っている。
大人のキスをしたり、産卵を手伝ってもらったりと、さくらとは精神的にも肉体的にも深い関係を築いている。
小諸 愛衣（こもろ あい）
さくらのクラスメイト。種族は単眼（モノアイ）。
大きな眼がコンプレックスだったが、さくらによる堂々としたサキュバス宣言が立ち直るきっかけとなった。
さくらには劣情にも等しい尊敬の念を抱いており、しばしば彼女との情事を妄想している。単行本3巻以降はさくらへの抱き付きを巡って、タマ（倉科珠子）と張り合うことが増えた。
野槌 ニーナ（のづち ニーナ）
さくらのクラスメイト。種族はラミア。
やや高飛車な性格をしているが、さくらをはじめとする仲間には密かに思いやりをもつなど根は優しい。
歴史系ゲームの影響から歴史好きになり、ニーナとさくらのみの歴史研究同好会で会長を務めている。
初等部の頃はいじけた虐められっ子であり、性格も根暗だった。
鐙 千里（あぶみ ちさと）
さくらのクラスメイト。種族はケンタウロス。クラス委員長でもある。
実家は神社で社家の娘。規律正しい性格をしている反面、人前に立つと頭が真っ白になる極度のあがり症でもある。
サキュバスに苦手意識を抱いているが、さくら自体のことは苦手と思っていない。
真行寺 春江（しんぎょうじ はるえ）
さくらのクラスメイト。種族は羊人（シープ）。
おっとりと大人びた性格をしているが、時折ミステリアスで妖艶な雰囲気を漂わせる。
大企業・真行寺グループ創業者の令嬢であり、筋金入りのお嬢様である。
薫・チャーミアン（かおる・チャーミアン）
さくらのクラスメイト。種族はアルラウネ。
フィンランドからの留学生であり、春江の家にホームステイをしている。
普段から春江と行動をともにしているが、見た目は植物そのものであり、人の姿になることは滅多にない。
菱森 ナオミ（ひしもり ナオミ）
里美ヶ丘学園の養護教諭。種族はサキュバス。
さくらが同族ではないことを看破していたが、自身がサキュバスであることはさくら以外の生徒には明かしていない。
「同じサキュバスとして」生活するさくらの相談役を担っている。陽射しに弱く、好天下ではフラフラになってしまう。
権堂（ごんどう）
さくらたちの担任教師。種族は天狗。

### その他
鐙 千恵（あぶみ ちえ）
鐙神社の巫女もしている千里の妹。種族はケンタウロス。
姉と違って穏健な性格。中等部二年のクラス委員長で、クラスメイトの倉科珠子と共に出演している。
さくらに関しては「見境のない方ではない」「控えめでいい人」と評価しており、むしろ愛衣の方を危険視している。
倉科 珠子（くらしな たまこ）
中等部所属二年生。種族はアラクネ。親しい者には「タマちゃん」と呼ばれるが、本人は読者モデルの芸名｢恋音（れのん）」を名乗る。大人に憧れており、胸を揉んで大きくしようと画策する。
ツンデレ気質でさくらをライバル視していたが、現在ではさくらに甘えて｢お姉様」呼ばわりしている。さくらに対して無意識に出す求愛音が特徴。
大空 遥（おおぞら はるか）
生徒会長。はやての姉だがハーピーではなく、種族は人間。普段は頼れる先輩だが、モン娘大好きでセクハラ三昧してしまう。
副島 真（そえじま まこと）
生徒副会長。種族は龍族。珠子の姉になる予定の人物。厳格で「ひとり風紀委員」「鉄面孔目」「鬼の副長」などとも呼ばれている。
さんにゃん
いつもつるんで行動する三つ子らしき猫獣人。「エロい人」ことさくらがお気に入りで、セクハラ三昧をする。見た目は子供であり初等部にも見えるが、実は中等部で千恵のクラスメイト。
青葉 雫（あおば しずく）、 如月 やよい（きさらぎ やよい）
大掃除大会に中等部から助っ人として登場する「ハーピー隊」のメンバー。当然、種族はハーピー。
雫は千恵や珠子とクラスメイト。カラス系の黒い翼を持つ。
野槌 清美（のづち きよみ）
ニーナの母。種族はラミア。日本髪を結った白蛇で人気が高く、ファンから彼女が可哀想だから変えろと、「蛇討祭」を同じ読みの「邪討祭」に変えさせた原因ともなっている。
実家は「野槌亭」なる小料理屋で、蛇湯温泉も完備しており、女将として給仕を行っている。ラミアの特性なのか他人へ巻きつくのが趣味で、学生の頃は千里の母に巻きついていた。
コマロン
商店街にあるパン屋の店長。種族はハリネズミで照れると丸まってしまう（通称、イガパン）。子供に見えるが20歳の女性である。愛衣の知り合い。
元々、ほりともの『ハリネズミのコマロン』（作品集『気になるあの娘はモンスター娘』に収録）と言う18禁作品の主人公。弟子のエピソードはその時のもの。

## 書誌情報
- ほりとも 『サキュバスじゃないモン！』 キルタイムコミュニケーション〈ヤングアンリアルコミックス〉、全6巻
  1. 2018年5月12日発売[14] ISBN 978-4-7992-1150-2
  2. 2018年12月26日発売[15] ISBN 978-4-7992-1221-9
  3. 2020年4月30日発売[16] ISBN 978-4-7992-1362-9
  4. 2021年4月28日発売[17] ISBN 978-4-7992-1488-6
  5. 2022年8月24日発売[18] ISBN 978-4-7992-1681-1
  6. 2024年3月14日発売[19] ISBN 978-4-7992-1879-2

- ほりとも 『気になるあの娘はモンスター娘』 キルタイムコミュニケーション〈アンリアルコミックス〉、全1巻
  1. 2015年5月29日発売 ISBN 978-4-7992-0747-5